# مارولوس اینترتینمنت
مارولوس اینترتینمنت (انگلیسی: Marvelous Entertainment) شرکت رسانه‌ای ژاپنی است، که در سال ۱۹۹۷ تأسیس شد.